# 석곡속
석곡속 또는 덴드로븀, 덴드로비움(Dendrobium)은 주로 열대 아시아에 분포하는 난초과의 여러해살이 식물로 대부분 나무의 줄기나 가지에 붙어서 자라는 착생란이다. 화분에 심어 가꾸는데, 9-3월 사이에는 충분한 햇볕을 쬐어 주고 그 밖의 달에는 직사광선은 피해 준다. 여름에는 충분한 햇볕을 쬐어 주고 바람이 잘 통하게 한다. 물을 좋아하지만 항상 젖어 있는 것은 좋지 않으므로 물이 잘 빠지는 배양토에 심어야 한다. 8월 이후에는 물을 1주일에 1회 정도만 주고 햇볕은 계속 쬐어 준다. 거름도 5월 상순-7월에 듬뿍 주고 그 후에는 주지 않는다. 이렇게 하면 가을에, 전해에 자란 벌브의 잎이 떨어지고 꽃눈이 생긴다. 가을에 물·거름을 충분히 주고 초겨울에 추위에 접하지 않으면 줄기의 중간에서 싹이 나오고 뿌리가 내린다. 이 뿌리가 5cm쯤 자랐을 때 이 싹을 떼어 물이끼로 싸서 심으면 2-3년 후에 꽃이 핀다. 보통 줄기는 길고 잎은 바늘모양이다. 줄기의 위쪽에서 나오는 꽃은 총상꽃차례로 피며 흰색·자색·황색의 3가지 빛깔을 띠고 있다. 번식은 싹이 튼 새 눈을 따거나 여름에는 물을 많이 주어 새 눈을 틔우는데 그것을 따서 심는다. 화분은 작은 것을 쓰며 큰 포기가 되지 않도록 해마다 싹을 없애 준다.